# Levantamento de peso nos Jogos Para-Sul-Americanos de 2014
As competições de levantamento de peso nos Jogos Para Sul-Americanos de 2014 aconteceram na Quadra de Hockey sobre Patins do Estadio Nacional em Santiago, Chile entre 26 e 28 de março. Foram disputadas nove diferentes categorias para atletas masculinos e femininos.
Das 8 delegações dos Jogos, só não o Uruguai esteve representado nesse respectivo esporte.

## Calendário
| ● | Classificação | ● | Competições | ● | Finais |

| Março                | S  | T  | Q  | Q  | S  | S  | D  | T |
| Março                | 24 | 25 | 26 | 27 | 28 | 29 | 30 | T |
| -------------------- | -- | -- | -- | -- | -- | -- | -- | - |
| Levantamento de peso |    |    | 3  | 3  | 3  |    |    | 9 |

## Eventos
Dezesseis conjuntos de medalhas serão concedidas nos seguintes eventos: